# Loo Hor-kuay
Loo Hor-kuay (盧荷渠T, Lú HéqúP; Dongguan, 20 agosto 1934 – Canton, 10 ottobre 2009) è stato un cestista taiwanese naturalizzato hongkonghese.

## Carriera
Con Taiwan ha disputato i Giochi olimpici di Melbourne 1956. Con Hong Kong ha disputato i Giochi asiatici del 1962.